# メイ島 (ゼムリャフランツァヨシファ)
メイ島（メイとう、ロシア語: Остров Мей）は、ロシア領ゼムリャフランツァヨシファ南部に位置する島である。無人島。島名は英国の提督ウィリアム・メイにちなんで名付けられた。